# بندرگاه (سورولا)
بندرگاه یا منظره دریایی، (به اسپانیایی: Marina) نقاشی کوچک رنگ روغن بر روی بوم است که در سال ۱۸۸۱ توسط خواکین سورولا، در اوایل کارش کشیده شده اشت. اکنون در موزه سورولا در مادرید نگهداری می‌شود.
این سبک آکادمیک اسپانیایی اواخر قرن نوزدهم را تحت تأثیر سنت‌های دریایی بعد از رمانتیک اروپای مرکزی و تحت تأثیر رافائل مونلئون ای تورس، خلبان، باستان‌شناس و نقاش والنسیایی دنبال می‌کند.